# AudioFeels

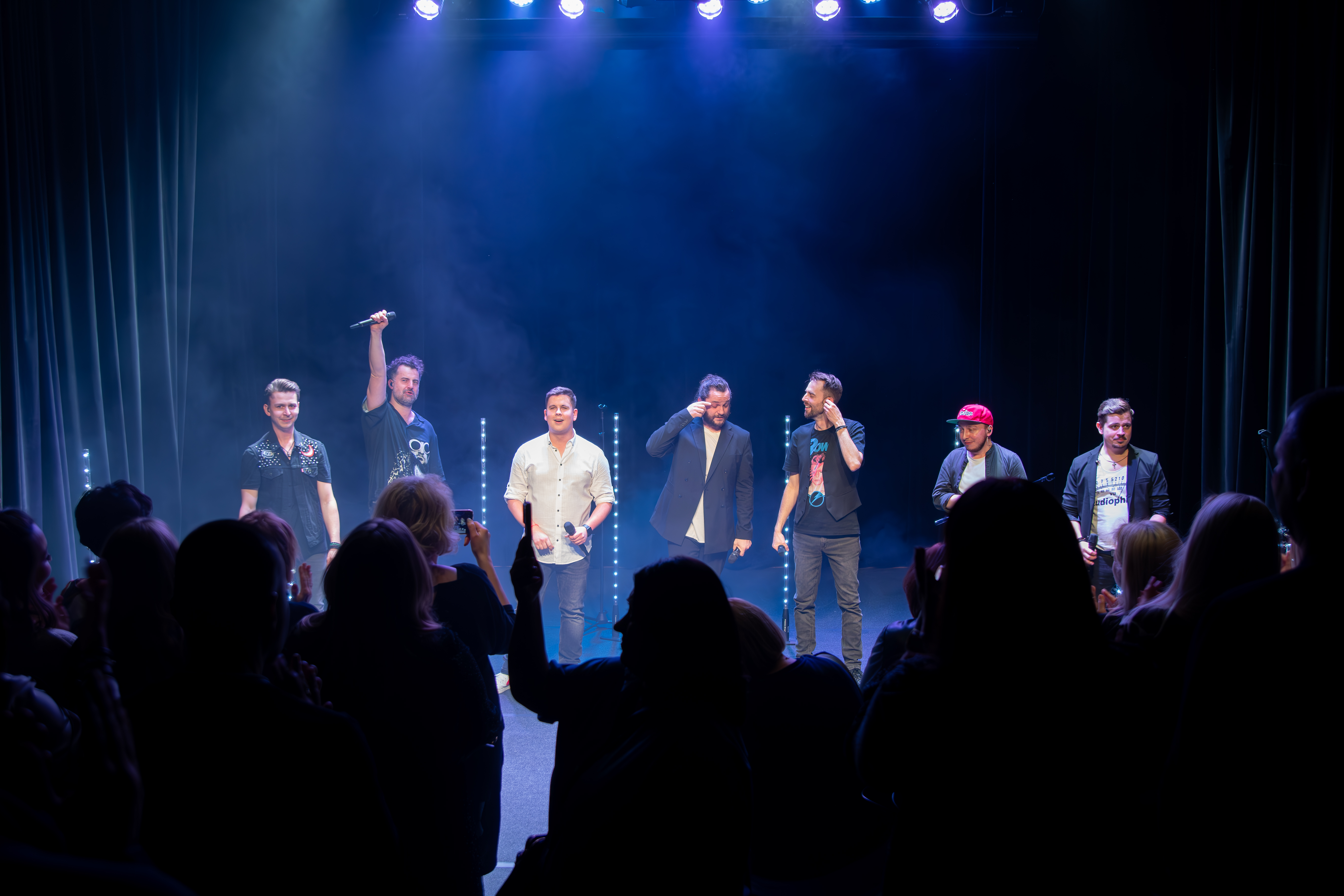
AudioFeels, 2024

AudioFeels es un grupo musical independiente de origen polaco. 
Su estilo musical es el "Vocal Play" o "a cappella", en el cual utilizan únicamente la voz para imitar los sonidos de instrumentos musicales ya sean de cuerda, de percusión, teclados e instrumentos electrónicos entre otros.

## Historia
Los integrantes de la banda fueron inspirados por la música a cappella, el estilo Vocal Play y músicos como Bobby McFerrin, Urszula Dudziak, Take 6, Naturally 7, Manhattan Transfer, Cosmos. Esta agrupación de ocho amigos se conocieron mientras estudiaban en The Academic Choir Of Adam Inkiewicz University en Poznan, Polonia, y la banda fue creada en abril de 2007.
AudioFeels se dio a conocer a un público más amplio después de una actuación en la primera edición polaca de "Got Talent" (Mam Talent 2008), ocupando el tercer lugar. 
En octubre de 2009 lanzaron su álbum debut titulado "Uncovered". Este álbum contiene doce interpretaciones de temas originales de canciones conocidas como: Nothing Else Mathers, Sounds of Silence y Tragedy entre otras. Uncovered rápidamente se convirtió en disco de oro.

## Integrantes de AudioFeels
- Patryk Ignaczak (alias Cypis): Voz (bajo) guitarra, bajo y contrabajo.

- Marcin Illukiewicz (alias Illuk): Voz (Tenor II) violonchelo, trombón, trompeta.

- Bartek Lehmann (alias Źrebak): Voz (tenor I y contratenor) teclados, guitarra, trompeta.

- Michał Szajkowski (alias Szajek): Voz (barítono, tenor) teclados, guitarra.

- Michał Stec (alias Stecu): Voz con chelo, guitarra y bajo eléctrico y la trompeta.

- Jarosław Weidner (alias Karas): Voz (barítono) violín, guitarra, teclados, trompeta, arreglista.

- Marek Lewandowski (alias Maro): Voz (barítono) guitarra, arreglista, ingeniero de sonido.

- Bartek Michalak (alias Kitek): Voz, percusión, efectos especiales.

- Antos Sobucki (alias AN21): Coordinador del equipo, ingeniero de sonido, diseñador de sonido.

## Discografía

### Uncovered(2009)
| N.º   | Título                                                    | Duración |  |
| 1.    | «Sound of Silence (cover de Simon and Garfunkel)»         | 3:44     |  |
| 2.    | «Otherside (cover de Red Hot Chili Peppers)»              | 4:05     |  |
| 3.    | «Thinking About Your Body (cover de Bobby McFerrin)»      | 3:25     |  |
| 4.    | «Crazy (con Cathy Rościńska, un cover de Gnarls Barkley)» | 3:04     |  |
| 5.    | «Shape Of My Heart (cover de Sting)»                      | 4:31     |  |
| 6.    | «Ai No Corrida (cover de Quincy Jones)»                   | 2:57     |  |
| 7.    | «Nothing Else Matters (cover de Metallica)»               | 4:30     |  |
| 8.    | «Your Love (cover de Vida Nueva Música)»                  | 4:49     |  |
| 9.    | «Just The Two Of Us (cover de Bill Withers)»              | 3:40     |  |
| 10.   | «Hero (cover de Chad Kroeger con Josey Scott)»            | 3:14     |  |
| 11.   | «Tragedy (cover de los Bee Gees)»                         | 3:56     |  |
| 12.   | «Lux Aeterna (cubierta por Clint Mansell)»                |          |  |
| 41:25 |                                                           |          |  |

### Sencillos
- 2009: «Nothing Else Matters»
- 2010: «On the Edge»